# Liste der denkmalgeschützten Objekte in Krupka
Grundlage dieser Liste der denkmalgeschützten Objekte in Krupka (Okres Teplice) ist die ÚSKP-Liste (Ústřední seznam kulturních památek České republiky, deutsch Zentrale Liste der Kulturdenkmäler der Tschechischen Republik), die von der tschechischen Denkmalschutzbehörde NPÚ (Národní památkový ústav, deutsch Nationale Denkmalbehörde) seit 1987 geführt wird und an die seit dem Jahr 1850 geschaffenen Listen anschließt.

## Denkmalgeschützte Objekte nach Ortsteilen

### Krupka(Graupen)
| Lage                                                                             | Objekt                                  | Beschreibung                                                                                              | ÚSKP-Nr.                  | Bild                                    |
| -------------------------------------------------------------------------------- | --------------------------------------- | --- | ------------------------- | --------------------------------------- |
| Krupka, Husitská 93/42 (Standort)                                                | Kirche Mariä Himmelfahrt und Pfarrhaus  | Kirche Mariä Himmelfahrt und Pfarrhaus Nr. 93: - Kirche - Nepomuk-Statue - Glockenturm - Pfarrhaus Nr. 93 | 43267/5-2644 Info Katalog | weitere Bilder                          |
| Krupka, Libušín Nr. 234 (Standort)                                               | St.-Annen-Kirche                        | St.-Annen-Kirche - Kirche, Nr. 234 - Umfassungsmauer, Tor mit Gitter und Grabstein, Nr. 109               | 43694/5-2646 Info Katalog | weitere Bilder                          |
| Krupka, Husitská, Cínová, Nr. 176, Nr. 3460/1 (Standort)                         | Heiliggeistkirche                       | Heiliggeistkirche mit Treppe                                                                              | 42713/5-2645 Info Katalog | weitere Bilder                          |
| Krupka Nr. 12 (Standort)                                                         | Burg Graupen – Rosenburg                | Hrad Krupka (Burgruine Rosenburg):                                                                        | 42292/5-2643 Info Katalog | weitere Bilder                          |
| Krupka, Husitská 21/45 (Standort)                                                | Bürgerhaus Nr. 21                       | Bürgerhaus – Museum                                                                                       | 42830/5-2654 Info Katalog | weitere Bilder                          |
| Krupka, Husitská, Husitská 20/43 (vor dem Museum) (Standort)                     | Franziskus-Xaverius-Statue              | Franziskus-Xaverius-Statue mit Gitterzaun                                                                 | 43733/5-2648 Info Katalog | Franziskus-Xaverius-Statue              |
| Krupka, Husitská 24/51 (Standort)                                                | Bürgerhaus Nr. 24                       | Bürgerhaus                                                                                                | 43527/5-2656 Info Katalog | Bürgerhaus Nr. 24                       |
| südlich von Krupka, an der Straße von Bohosudov nach Teplice, Nr. 314 (Standort) | Ruine St.-Prokop-Kirche                 | St.-Prokop-Kirche, zerstört                                                                               | 43086/5-2641 Info Katalog | weitere Bilder                          |
| Krupka, U kostela sv. Prokopa, Nr. 2062 (Standort)                               | Denkmal für die Opfer des Todesmarsches | Denkmal für die Opfer des Todesmarsches                                                                   | 43061/5-2642 Info Katalog | Denkmal für die Opfer des Todesmarsches |
| Krupka, Husitská 225/7 (Standort)                                                | Orthodoxe Wenzelskirche                 | Orthodoxe Kirche des Hl. Wenzel                                                                           | 103233 Info Katalog       | Orthodoxe Wenzelskirche                 |
| Krupka, Husitská 195/16 (Standort)                                               | Schmiede                                | Schmiede                                                                                                  | 43284/5-2653 Info Katalog | Schmiede                                |
| Krupka und Horní Krupka (Standort)                                               | Weg von Krupka nach Horní Krupka        | Weg von Graupen nach Obergraupen (Bergsteig–Hornická stezka)                                              | 42608/5-2651 Info Katalog | Weg von Krupka nach Horní Krupka        |
| Krupka (Standort)                                                                | Stollen Starý Martin und Dürrholz       | Ehem. Erzgrube Alter Martin (jetzt Besucherbergwerk) und Grube Dürrholz                                   | 105564 Info Katalog       | Stollen Starý Martin und Dürrholz       |
| Krupka (Standort)                                                                | Halde                                   | Halde des ehem. Zinnbergbaus (nördlich von Krupka und Bohosudov)                                          | 43542/5-2652 Info Katalog | Halde                                   |

### Horní Krupka (Obergraupen)
| Lage                                           | Objekt               | Beschreibung                                                   | ÚSKP-Nr.                  | Bild           |
| ---------------------------------------------- | -------------------- | -------------------------------------------------------------- | ------------------------- | -------------- |
| Horní Krupka (Standort)                        | St.-Wolfgang-Kapelle | St.-Wolfgang-Kapelle am Mückenberg Komáří hůrka                | 42810/5-2661 Info Katalog | weitere Bilder |
| Horní Krupka, nordöstlich der Stadt (Standort) | Erzgrube             | Erzgrube Revier Knötel, Barbara, Prokop, Wenzel und Abendstern | 105106 Info Katalog       | Erzgrube       |

### Bohosudov(Mariaschein)
| Lage                                                                    | Objekt                                                 | Beschreibung                                                                | ÚSKP-Nr.                  | Bild                                      |
| ----------------------------------------------------------------------- | ------------------------------------------------------ | --------------------------------------------------------------------------- | ------------------------- | ----------------------------------------- |
| Bohosudov, zwischen den Straßen Nad Plovárnou und U Plovárny (Standort) | Veste „Alter Hof“                                      | Veste „Alter Hof“ mit archäologischen Resten                                | 43678/5-2649 Info Katalog | Veste „Alter Hof“                         |
| Bohosudov, Mariánské náměstí 32 (Standort)                              | Altes Kloster (ehem. Franziskanerkloster)              | Altes Kloster                                                               | 42471/5-2657 Info Katalog | Altes Kloster (ehem. Franziskanerkloster) |
| Bohosudov Nr. 34 (Standort)                                             | Jesuiten-Residenz                                      | Jesuiten-Residenz, jetzt Gymnasium                                          | 43450/5-4781 Info Katalog | Jesuiten-Residenz                         |
| Bohosudov, Mariánské náměstí, Koněvova (Standort)                       | Wallfahrtskirche St. Maria von den Sieben Schmerzen    | Wallfahrtskirche St. Maria von den Sieben Schmerzen (Mater-Dolorosa-Kirche) | 43468/5-2658 Info Katalog | weitere Bilder                            |
| Bohosudov, U kostela P. Marie Bolestné ()                               | Nepomuk-Statue                                         | Nepomuk-Statue                                                              | 47666/5-2524 Info Katalog | Nepomuk-Statue                            |
| Bohosudov, U kostela Bolestné Matky Boží ()                             | Statue Josef mit Jesusknaben                           | Statue Josef mit Jesusknaben                                                | 47673/5-2764 Info Katalog |                                           |
| Bohosudov, U kostela Bolestné Matky Boží ()                             | Kruzifix                                               | Kruzifix                                                                    | 47670/5-2647 Info Katalog | Kruzifix                                  |
| Bohosudov, Ambit kostela P. Marie Bolestné ()                           | Zwei Sühnekreuze                                       | Zwei Sühnekreuze                                                            | 42917/5-2650 Info Katalog | Zwei Sühnekreuze                          |
| Bohosudov, bei der Kapelle (Standort)                                   | Statue des Hl. Prokop                                  | Statue des Hl. Prokop                                                       | 42918/5-2663 Info Katalog | Statue des Hl. Prokop                     |
| Bohosudov (Standort)                                                    | Denkmal Herta Lindner                                  | Herta-Lindner-Denkmal im Herta-Lindner-Park                                 | 43810/5-4969 Info Katalog | Denkmal Herta Lindner                     |
| Bohosudov, lanová dráha (Standort)                                      | Seilbahn Bohosudov – Komáří vížka                      | Seilbahn Bohosudov – Komáří vížka (Mariaschein–Mückentürmchen)              | 105175 Info Katalog       | weitere Bilder                            |
| Bohosudov, Křížová cesta (Standort)                                     | Kreuzweg mit Heilig-Grab-Kapelle und Kreuzigungsgruppe | Kreuzweg mit Heilig-Grab-Kapelle und Kreuzigungsgruppe                      | 10437/5-5485 Info Katalog | weitere Bilder                            |
| Bohosudov, Komenského 268/33 (Standort)                                 | Haus Nr. 268                                           | Mietshaus                                                                   | 49671/5-5845 Info Katalog | Haus Nr. 268                              |
| Bohosudov, Komenského 261/35 (Standort)                                 | Haus Nr. 261                                           | Mietshaus                                                                   | 11208/5-5744 Info Katalog | Haus Nr. 261                              |
| Bohosudov, Komenského 269/37 (Standort)                                 | Haus Nr. 269                                           | Mietshaus                                                                   | 11151/5-5738 Info Katalog | Haus Nr. 269                              |

### Unčín(Hohenstein)
| Lage             | Objekt                              | Beschreibung                        | ÚSKP-Nr.                  | Bild           |
| ---------------- | ----------------------------------- | ----------------------------------- | ------------------------- | -------------- |
| Unčín (Standort) | Burg Kyšperk (Burgruine Geiersburg) | Hrad Kyšperk (Burgruine Geiersburg) | 42844/5-2664 Info Katalog | weitere Bilder |

### Vrchoslav (Rosenthal)
| Lage                                | Objekt   | Beschreibung | ÚSKP-Nr.                  | Bild     |
| ----------------------------------- | -------- | ------------ | ------------------------- | -------- |
| Vrchoslav, Teplická 62/2 (Standort) | Zollhaus | Zollhaus     | 11446/5-5781 Info Katalog | Zollhaus |

### Fojtovice(Voitsdorf)
| Lage                                                   | Objekt                                       | Beschreibung                                         | ÚSKP-Nr.            | Bild           |
| ------------------------------------------------------ | -------------------------------------------- | ---------------------------------------------------- | ------------------- | -------------- |
| Fojtovice, nördlich des Berges Komáří hůrka (Standort) | Große Pinge am Mückentürmchen (Komáří vížce) | Halde – große Pinge am Mückentürmchen (Komáří vížce) | 105389 Info Katalog | weitere Bilder |